# Vitex djumaensis
Vitex djumaensis là một loài thực vật có hoa trong họ Hoa môi. Loài này được De Wild. miêu tả khoa học đầu tiên năm 1909.